# Logfia gallica
Logfia gallica é uma espécie de planta com flor pertencente à família Asteraceae. 
A autoridade científica da espécie é (L.) Coss. & Germ., tendo sido publicada em Annales des Sciences Naturelles; Botanique, sér. 2 20: 291. 1843.

## Portugal
Trata-se de uma espécie presente no território português, nomeadamente em Portugal Continental, no Arquipélago dos Açores e no Arquipélago da Madeira.
Em termos de naturalidade é nativa das três regiões atrás indicadas.

## Protecção
Não se encontra protegida por legislação portuguesa ou da Comunidade Europeia.